# コナミアンティークスMSXコレクション
『コナミアンティークスMSXコレクション』は、1997年から1998年にかけてコナミ（現・コナミデジタルエンタテインメント）から発売されたオムニバス形式のゲームソフトシリーズである。
かつてコナミが発売したMSX版ゲームソフトの中から30タイトルをセレクトし、エミュレート移植している。

## コナミアンティークスMSXコレクション
プレイステーション用ソフト。各10タイトルずつ収録。
2006年11月22日より、ゲームアーカイブスにおいてVol.1とVol.2がダウンロード販売（各617円）されている。当初はPlayStation Portableのみの対応だったが、2007年5月31日からはPlayStation 3でもプレイ可能になった。レイティングはCERO：A（全年齢対象）。

### Vol.1
1997年11月20日発売。
- コナミのボクシング
- コナミのピンポン
- モピレンジャー
- ハイパースポーツ2
- けっきょく南極大冒険
- イー・アル・カンフー
- ロードファイター
- スカイジャガー
- グラディウス
- ゴーファーの野望 エピソードII

### Vol.2
1998年1月22日発売。
- コナミのゴルフ
- コナミのビリヤード
- わんぱくアスレチック
- マジカルツリー
- イーガー皇帝の逆襲
- 魔城伝説
- スーパーコブラ
- ツインビー
- グラディウス2
- ハイパースポーツ3

### Vol.3
1998年3月19日発売。
- コナミのテニス
- コナミのサッカー
- コナミラリー
- ぽんぽこパン
- ピポルス
- 王家の谷
- 夢大陸アドベンチャー
- タイムパイロット
- パロディウス
- 沙羅曼蛇

## コナミアンティークスMSXコレクション ウルトラパック
1998年7月23日に発売されたセガサターン用ソフト。
上記30タイトルを全て収録。
しかし本体性能がエミュレーションに足りてない一部ソフトの動作に入力ラグが生じる（ゴーファーの野望エピソードⅡなど）

## 評価
『Vol.2』は電撃PlayStationソフトレビューでは70、65の135点。レビュアーは前作よりソフトが充実していると賞賛、この手の名作選タイプのゲームにはオマケ要素がないのは寂しいとした。